# Бангкокський планетарій

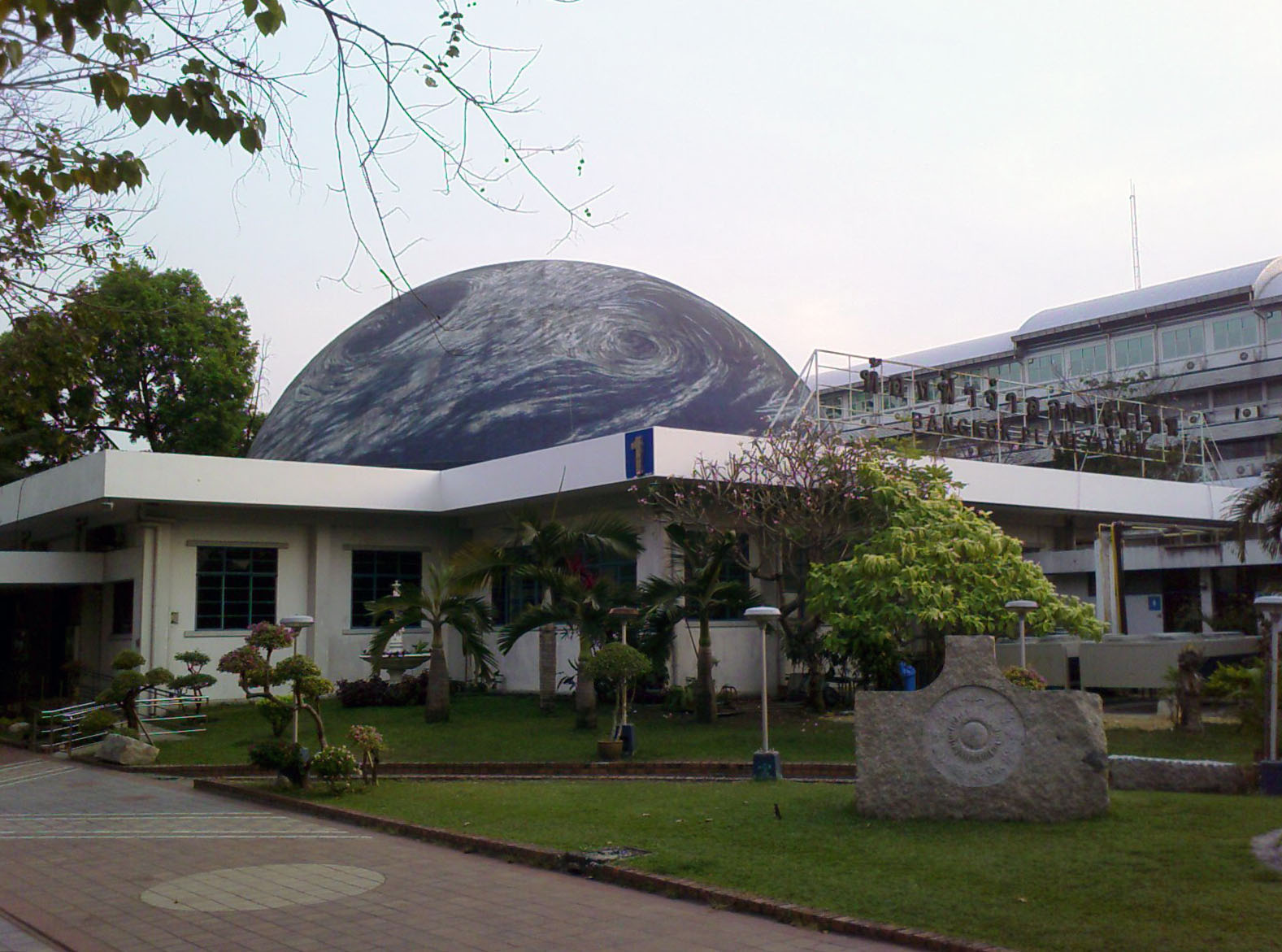
Вхід до планетарію

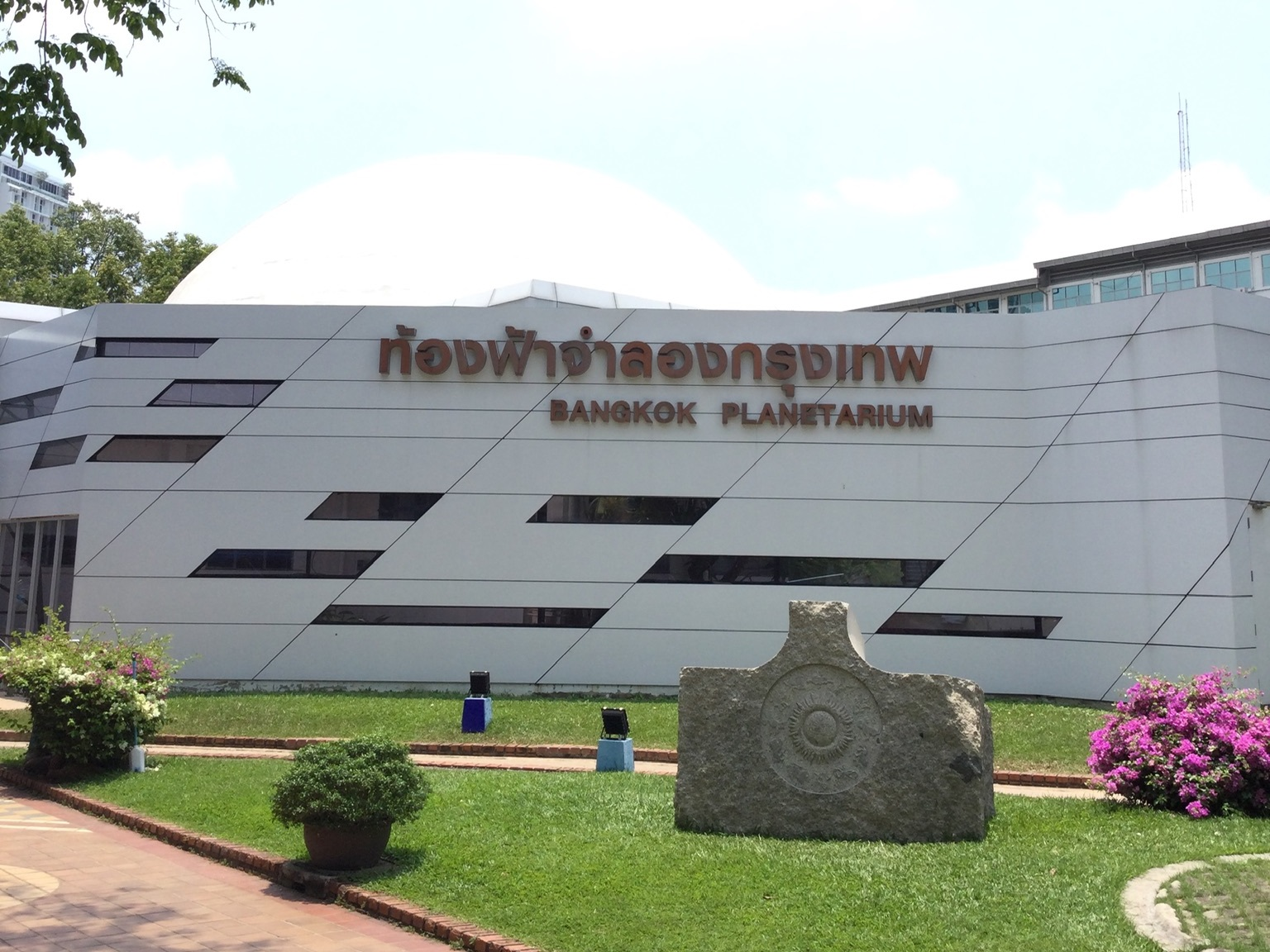
Головний корпус планетарію

Бангкокський планетарій (тай. ท้องฟ้าจำลองกรุงเทพ) — найстаріший планетарій у Таїланді та в усій Південно-Східній Азії. Знаходиться в Бангкоку на вулиці Сукхумвіт. Підпорядкований Науковому центру освіти, яким керує Департамент неформальної освіти Міністерства освіти. Комплекс був побудований з метою навчання молоді та широкої громадськості в галузі астрономії та наук взагалі.
Будівництво планетарію почалося в 1962 році з бюджетом у дванадцять мільйонів бат. Планетарій відкрили 18 серпня 1964 року. Купол планетарію має діаметр 20,60 м і висоту 13 м і вміщує 450 місць. У планетарії встановлений проєктор Mark IV фірми Carl Zeiss, який став першим великим проєктором планетарію в Південно-Східній Азії. Окрім самого театру, у будівлі також розміщені постійні виставки з астрономії, орієнтовані на молодь.
У 2015 році планетарій пройшов масштабну реконструкцію, включаючи встановлення двох нових проєкторів Christie Boxer 4K30 поряд зі старим Mark IV.